# ولیکان
ولیکان (به لاتین: Velikan) یک منطقهٔ مسکونی در بلغارستان است که در شهرستان دیمیترووگراد واقع شده‌است.